# Кубок Германии 2017 (хоккей)
Хоккейный Кубок Германии (нем. Deutschland Cup) состоялся с 10 по 12 ноября 2017 года в Аугсбурге. Помимо хозяев — сборной Германии, в турнире приняли участие национальные команды Словакии, США (составленной из игроков европейских лиг) и олимпийская сборная России. Турнир прошел в один круг — каждая команда сыграла с каждой по одному матчу. Россияне выиграли все три матча и стали победителями соревнований.

## Матчи
| 10 ноября 2017 16:00 GMT+1 | США | 1 : 2 (0:1, 0:1, 1:0) | Словакия | Курт Френцель Штадион, Аугсбург Зрителей: 4220 |

| Отчёт                                        | Отчёт                                                        | Отчёт                                                                             | Отчёт                   | Отчёт                               |
| -------------------------------------------- | ------------------------------------------------------------ | --------------------------------------------------------------------------------- | ----------------------- | ----------------------------------- |
|                                              |                                                              |                                                                                   |                         |                                     |
|                                              | Райан Запольски — 00:00 - 20:00 Дэвид Леджио — 20:00 - 57:37 | Вратари                                                                           | 00:00 - 60:00 — Ян Лацо | Судьи: Даниэль Пихачек Андрэ Шрадер |
|                                              | Голы:                                                        |                                                                                   |                         | Судьи: Даниэль Пихачек Андрэ Шрадер |
| Бобби Сангвинетти (Дж. Блум, Г. Роу) — 53:31 | 0:1 0:2 1:2                                                  | 05:24 — Патрик Лампер (Т. Марцинко, Л. Романчик) 26:05 — Марек Говорка (Ю. Безух) |                         | Судьи: Даниэль Пихачек Андрэ Шрадер |
|                                              |                                                              |                                                                                   |                         | Судьи: Даниэль Пихачек Андрэ Шрадер |
|                                              |                                                              |                                                                                   |                         | Судьи: Даниэль Пихачек Андрэ Шрадер |
|                                              |                                                              |                                                                                   |                         | Судьи: Даниэль Пихачек Андрэ Шрадер |
|                                              |                                                              |                                                                                   |                         | Судьи: Даниэль Пихачек Андрэ Шрадер |
|                                              |                                                              |                                                                                   |                         |                                     |

| 10 ноября 2017 21:30 GMT+1 | Германия | 2 : 8 (1:1, 1:4, 0:3) | Россия | Курт Френцель Штадион, Аугсбург Зрителей: 5050 |

| Отчёт                                                                                     | Отчёт                                                    | Отчёт | Отчёт                          | Отчёт                            |
| ----------------------------------------------------------------------------------------- | -------------------------------------------------------- | --- | ------------------------------ | -------------------------------- |
|                                                                                           |                                                          | |                                |                                  |
|                                                                                           | Деннис Эндрас 00:00 - 33:12 Тимо Пильмайер 33:12 - 60:00 | Вратари | 00:00 - 60:00 Василий Кошечкин | Судьи: Тимоти Майер Мариан Рохач |
|                                                                                           | Голы:                                                    | |                                | Судьи: Тимоти Майер Мариан Рохач |
| Даниэль Пьетта (Я. Зaйденберг, М. Кинк) 13:30 Брент Радеке (М. Кинк, Д. Пьетта) бол 21:58 | 0:1 1:1 2:1 2:2 2:3 2:4 2:5 2:6 2:7 2:8                  | 06:52 Артём Фёдоров (И. Ожиганов, М. Науменков) 31:41 Евгений Кетов (Е. Яковлев, А. Яруллин) 32:43 Константин Окулов (А. Светлаков, А. Кузьменко) 36:29 бол Дмитрий Кагарлицкий (Н. Прохоркин, И. Михеев) 37:58 Михаил Науменков (А. Фёдоров, М. Карпов) 51:23 Сергей Шумаков (И. Ожиганов, И. Каблуков) 52:54 Илья Михеев (Д. Кагарлицкий) 57:04 Егор Яковлев (С. Шумаков) |                                | Судьи: Тимоти Майер Мариан Рохач |
|                                                                                           |                                                          | |                                | Судьи: Тимоти Майер Мариан Рохач |
|                                                                                           |                                                          | |                                | Судьи: Тимоти Майер Мариан Рохач |
|                                                                                           |                                                          | |                                | Судьи: Тимоти Майер Мариан Рохач |
|                                                                                           |                                                          | |                                | Судьи: Тимоти Майер Мариан Рохач |
|                                                                                           |                                                          | |                                |                                  |

| 11 ноября 2017 16:00 GMT+1 | Германия | 0 : 3 (0:1, 0:0, 0:2) | Словакия | Курт Френцель Штадион, Аугсбург Зрителей: 6139 |

| Отчёт | Отчёт                        | Отчёт                                                                  | Отчёт                      | Отчёт                            |
| ----- | ---------------------------- | ---------------------------------------------------------------------- | -------------------------- | -------------------------------- |
|       |                              |                                                                        |                            |                                  |
|       | Тимо Пильмайер 00:00 - 58:31 | Вратари                                                                | 00:00 - 60:00 Патрик Рибар | Судьи: Лассе Копитц Тимоти Майер |
|       | Голы:                        |                                                                        |                            | Судьи: Лассе Копитц Тимоти Майер |
|       | 0:1 0:2 0:3                  | 04:06 Мартин Бакош 47:15 Марцел Гащак (М. Бубела) 59:37 Петер Черешняк |                            | Судьи: Лассе Копитц Тимоти Майер |
|       |                              |                                                                        |                            | Судьи: Лассе Копитц Тимоти Майер |
|       |                              |                                                                        |                            | Судьи: Лассе Копитц Тимоти Майер |
|       |                              |                                                                        |                            | Судьи: Лассе Копитц Тимоти Майер |
|       |                              |                                                                        |                            | Судьи: Лассе Копитц Тимоти Майер |
|       |                              |                                                                        |                            |                                  |

| 11 ноября 2017 19:30 GMT+1 | Россия | 5 : 2 (0:2, 3:0, 2:0) | США | Курт Френцель Штадион, Аугсбург Зрителей: 6139 |

| Отчёт | Отчёт                                | Отчёт                                                                                         | Отчёт                            | Отчёт                               |
| --- | ------------------------------------ | --------------------------------------------------------------------------------------------- | -------------------------------- | ----------------------------------- |
| |                                      |                                                                                               |                                  |                                     |
| | Александр Еременко — 00:00 - 59:59\| | Вратари                                                                                       | 00:00 - 58:20 — Брэндон Максвелл | Судьи: Пихачек Даниэль Мариан Рохач |
| | Голы:                                |                                                                                               |                                  | Судьи: Пихачек Даниэль Мариан Рохач |
| Альберт Яруллин (Н. Прохоркин, Д. Кагарлицкий) — 33:51 Михаил Науменков (А. Федоров, М. Карпов) — 35:16 Максим Карпов (М. Науменков, А. Федоров) — 37:34 Илья Михеев (Д. Кагарлицкий, Н. Прохоркин) — 57:29 Виктор Тихонов (А. Еременко) — 59:48 | 0:1 0:2 1:2 2:2 3:2 4:2 5:2          | 00:50 — Марк Аркобелло (Р. Гундерсон, Ч. Коларик) 12:28 — Чад Коларик (М. Аркобелло, Р. Стоа) |                                  | Судьи: Пихачек Даниэль Мариан Рохач |
| |                                      |                                                                                               |                                  | Судьи: Пихачек Даниэль Мариан Рохач |
| |                                      |                                                                                               |                                  | Судьи: Пихачек Даниэль Мариан Рохач |
| |                                      |                                                                                               |                                  | Судьи: Пихачек Даниэль Мариан Рохач |
| |                                      |                                                                                               |                                  | Судьи: Пихачек Даниэль Мариан Рохач |
| |                                      |                                                                                               |                                  |                                     |

| 12 ноября 2017 13:15 GMT+1 | Словакия | 2 : 4 (1:2, 2:2, 0:1) | Россия | Курт Френцель Штадион, Аугсбург Зрителей: 5190 |

| Отчёт                                                                          | Отчёт                        | Отчёт | Отчёт                            | Отчёт                            |
| ------------------------------------------------------------------------------ | ---------------------------- | --- | -------------------------------- | -------------------------------- |
|                                                                                |                              | |                                  |                                  |
|                                                                                | Марек Чильяк — 00:00 - 58:41 | Вратари | 00:00 - 60:00 — Василий Кошечкин | Судьи: Лассе Копитц Андрэ Шрадер |
|                                                                                | Голы:                        | |                                  | Судьи: Лассе Копитц Андрэ Шрадер |
| Марцел Гащак (М. Бакош) — 24:28 Марек Далога (М. Павлович, М. Кристоф) — 25:39 | 0:1 1:1 2:1 2:2 2:3 2:4      | 03:17 — Алексей Макеев (К. Основин, А. Хохлачев) 32:22 — Алексей Макеев (А. Яруллин) 38:57 — Алексей Макеев (К. Основин, А. Федоров) 58:29 — Алексей Макеев (М. Науменков) |                                  | Судьи: Лассе Копитц Андрэ Шрадер |
|                                                                                |                              | |                                  | Судьи: Лассе Копитц Андрэ Шрадер |
|                                                                                |                              | |                                  | Судьи: Лассе Копитц Андрэ Шрадер |
|                                                                                |                              | |                                  | Судьи: Лассе Копитц Андрэ Шрадер |
|                                                                                |                              | |                                  | Судьи: Лассе Копитц Андрэ Шрадер |
|                                                                                |                              | |                                  |                                  |

| 12 ноября 2017 16:45 GMT+1 | США | 1 : 5 (1:0, 3:1, 1:0) | Германия | Курт Френцель Штадион, Аугсбург Зрителей: 5310 |

| Отчёт                                   | Отчёт                         | Отчёт | Отчёт                      | Отчёт                               |
| --------------------------------------- | ----------------------------- | --- | -------------------------- | ----------------------------------- |
|                                         |                               | |                            |                                     |
|                                         | Райан Запольски 00:00 - 59:48 | Вратари | 00:00 - 60:00 Денни Биркен | Судьи: Тимоти Майер Пихачек Даниэль |
|                                         | Голы:                         | |                            | Судьи: Тимоти Майер Пихачек Даниэль |
| Брайан Литтл (Г. Роэ, Д. Секстон) 37:55 | 0:1 0:2 0:3 0:4 1:4 1:5       | 03:05 Франк Мауэр (М. Каммерер, Д. Кагун) 23:03 Брент Редеке (А. Мауэр, Д. Кагун) 32:16 Мацек Брукс (Я. Зайденберг, Д. Каун) 33:59 Томас Хольцман (Д. Пиетта) 57:16 Янник Зайденберг |                            | Судьи: Тимоти Майер Пихачек Даниэль |
|                                         |                               | |                            | Судьи: Тимоти Майер Пихачек Даниэль |
|                                         |                               | |                            | Судьи: Тимоти Майер Пихачек Даниэль |
|                                         |                               | |                            | Судьи: Тимоти Майер Пихачек Даниэль |
|                                         |                               | |                            | Судьи: Тимоти Майер Пихачек Даниэль |
|                                         |                               | |                            |                                     |

## Итоговая таблица
| М |          | И | В | ВО | ПО | П | Шайбы  | О |
| - | -------- | - | - | -- | -- | - | ------ | - |
| 1 | Россия   | 3 | 3 | 0  | 0  | 0 | 17 — 6 | 9 |
| 2 | Словакия | 3 | 2 | 0  | 0  | 1 | 7 — 5  | 6 |
| 3 | Германия | 3 | 1 | 0  | 0  | 2 | 7 — 12 | 3 |
| 4 | США      | 3 | 0 | 0  | 0  | 3 | 4 — 12 | 0 |

## Лучшие игроки
Бомбардир:  Артём Фёдоров — 7 (1+6).
Снайперы:  Алексей Макеев,  Евгений Кетов — по 4 гола.

## Победитель
| Победитель Кубка Германии 2017 |
| Россия Пятый титул             |

## Факты
- Сборная России выступила на Кубке Германии впервые с 1993 года.
- Традиционный участник сборная Швейцарии не приняла участия в турнире из-за дебюта на Кубке Карьяла.
- Больше всех побеждала в турнире сборная Германии — 7 раз.
- В матче Словакия — Россия Алексей Макеев сделал «покер» (забил четыре шайбы).